# NGC 4444
NGC 4444 este o intermediate spiral galaxy⁠(d) situată în constelația Centaurul. A fost descoperită în 15 martie 1836 de către John Herschel.